# Хиркански клен
Хирканският клен (Acer hyrcanum), също хиркански явор или хиркански ясен, познат на Запад и като „балкански явор“, е широколистен растителен вид от семейство Сапиндови. 

## Описание
Дървото достига до 10 – 15 м височина. Кората е сиво-кафява на възрастните дървета, на младите – червено-кафява; люсповидно напукана. Листата са дланесто разделени на 3-5 целокрайни или едро назъбени, заострени дяла, срещуположно разположени. Цветовете са бледожълти, правилни, еднополови и оформят съцветия. Плодовете са крилатки с почти успоредни крилца.

## Разпространение
Естествено разпространен е на Балканите и в Югозападна Азия чрез голямо многообразие от подвидове, разновидности и форми. Подвидът intermedium, срещащ се на територията на нашата страна, е установен от българския ботаник Емануил Паламарев.

## Подвидове
- Acer hyrcanum subsp. intermedium (Pančić) Palam.
- Acer hyrcanum subsp. keckianum (Asch. & Sint. ex Pax) Yalt.
- Acer hyrcanum subsp. reginae-amaliae (Orph. ex Boiss.) E.Murray
- Acer hyrcanum subsp. sphaerocaryum Yalt.
- Acer hyrcanum subsp. stevenii (Pojark.) E.Murray
- Acer hyrcanum subsp. tauricolum (Boiss. & Balansa) Yalt.